# 광리항
광리항은 경상남도 거제시 사등면 덕호리에 있는 어항이다. 2003년 2월 3일 어촌정주어항으로 지정하여 관리하고 있다. 시설관리자는 거제시장이다.

## 어항 연혁
- 광리마을은 임진왜란때 일본군이 한려수도의 관문에 토성을 쌓아 왜성이라 지칭하였는데 넓은 등성이 들판이라 번득이라 하여 광리 마을이 되었다.

## 어항 구역
- 수역: 미지정(거제시 사등면 덕호리 288-87번지 수역)
- 육역: 미지정

## 어항 시설
- 물양장, 방파제, 선착장

## 주요 어종
- 청각, 미역, 장어, 감성돔, 노래미, 미더덕